# 10249 Гарц
10249 Гарц (10249 Harz) — астероїд головного поясу, відкритий 17 жовтня 1960 року.
Тіссеранів параметр щодо Юпітера — 3,418.